# Guillaume Hyacinthe Bougeant
Guillaume Hyacinthe Bougeant, né le 4 novembre 1690 à Quimper et mort le 7 janvier 1743 à Paris, est prêtre jésuite français, écrivain et dramaturge, très engagé - sous le mode théâtral - dans les polémiques avec les jansénistes.

## Biographie
Entré à l’âge de seize ans chez les jésuites, Bougeant professa successivement les humanités et la rhétorique dans leurs collèges à Caen, Nevers, puis au collège Louis-le-Grand, mais il n’avait pas le caractère fait pour la retraite. Saisissant la première occasion qui lui fut offerte de venir habiter Paris, il y publia, en 1739, un petit ouvrage in-12 intitulé : Amusement philosophique sur le langage des bêtes, qui fut traduit en allemand,en anglais et en italien. Cet agréable badinage, qui n’était au fond que l’exposition d’une fable indienne, scandalisa quelques esprits et lui valut d’être momentanément exilé par ses supérieurs à La Flèche, et, pour apaiser les plaintes qu’il avait excitées, il publia une espèce de rétractation dans une lettre écrite à l’abbé Savalette, conseiller au grand conseil, du 12 avril 1739. L’éditeur de la Rochelle, Née, a donné, en 1783, une nouvelle édition de l’Amusement philosophique, augmentée d’une notice sur la vie et les écrits de l’auteur, et à laquelle se trouvent jointes la critique et la rétractation.
Le P. Bougeant a également fait œuvre d’historien avec son Histoire du traité de Westphalie, ou des négociations qui se firent à Munster et à Osnabrug, Paris, 1714, 2 vol. in-4°, ou 4 vol. in-12, qu’il a rédigée sur les mémoires du comte d’Avaux, l’un des plénipotentiaires français. Son Histoire des guerres et des négociations, qui précédèrent ce fameux traité (Paris, 1727, in-4°, ou 2 vol. in-12), jouit également d’une grande estime. Elle a été réimprimée avec la première sous le titre d’Histoire des guerres et des négociations qui précédèrent le traité de Westphalie, sous le règne de Louis XIV et le ministère des cardinaux de Richelieu et Mazarin, Paris 1751, 2 vol. in-12, et 1767, 3 vol. in-4° ». Ces deux ouvrages, les meilleurs peut-être qui soient sortis de l’ordre des jésuites dans le genre historique, ne sont pas cependant à l’abri de la critique. L’auteur ne se montre pas toujours maître de son sujet ; il se perd quelquefois dans le détail fastidieux des intrigues politiques, et sa narration devient alors obscure et languissante, tandis qu’elle est toujours claire et animée lorsqu’il retrace les événements militaires.
On connaît du P. Bougeant plusieurs écrits polémiques. II attaqua Burette au sujet de ses différentes dissertations sur la musique des anciens, et le P. Lebrun de l’Oratoire, qui avait donné une Explication des prières et des cérémonies de la Messe, Paris, 1727, in-12. Deux ans après cette dernière querelle, il fit paraître un Traité théologique sur la consécration de l’eucharistie, Paris, 1729, 2 vol. in-12. On le vit aussi prendre une part active aux divisions qui éclatèrent entre le clergé et le Parlement (1730). Une partie des productions du père Bougeant avait pour objet d’attaquer et de ridiculiser les jansénistes qui, en retour, lui occasionnaient souvent des désagréments. Les deux partis se disputaient à qui ferait les satires les plus piquantes. Les jésuites jouaient les adversaires de la bulle Unigenitus, qui étaient aussi les leurs, dans des comédies moins plaisantes que profanes, qu’ils faisaient répéter à leurs élèves. Bougeant en composa trois en prose, la Femme docteur, ou la Théologie en quenouille, le Saint déniché, ou la Banqueroute des marchands de miracles, les Quakers français, ou les Nouveaux Trembleurs. On remarque dans toutes de la gaieté, des scènes plaisantes, et des intentions dramatiques La première, qui connut vingt-cinq éditions en très peu de temps, est la meilleure.
Le P. Bougeant a été l’éditeur des Mémoires de François de Paule de Clermont, marquis de Montglat, Amsterdam, (Paris), 1727, 4 vol. in-12. Il a fourni un grand nombre d’articles au Journal de Trévoux. On lui a attribué aussi, de société avec le P. Brumoy, la préface du Nouveau Cuisinier français, ou les Dons de Comus, Paris, 1759, 5 vol. in-12, mais c’est une erreur : cette préface est de Querlon. Thiébault raconte, dans le 2e volume de ses Souvenirs, que le P. Bougeant est le véritable auteur des Lettres philosophiques sur les physionomies, attribuées à l’abbé Pernetti (Lyon, 1748, in-12, 1760, in-8°), et que la crainte d’un second exil à la Flèche l’engagea à donner son manuscrit ; mais cette anecdote n’est fondée que sur l’assertion de l’abbé Matte, ex-jésuite, qui avait vécu au collège de Louis-Ie-Grand avec le P. Bougeant. Les compositions historiques et les petites comédies de cet auteur annonçaient le talent d’écrire, la connaissance du cœur humain ; et on ne peut douter qu’il n’eût encore obtenu de plus grands succès dans ces deux genres, si ses supérieurs et son habit ne lui eussent pas opposé des obstacles qu’il n’était pas en son pouvoir de surmonter. On assure même que les travaux et les chagrins qu’on lui fit éprouver à l’occasion de son Amusement philosophique abrégèrent ses jours.

## Publications
Théâtre
- La Femme docteur, ou la Théologie tombée en quenouille, Liège (Lyon), Veuve Procureur 1730, in-12 ;
- Le Saint déniché, ou la Banqueroute des marchands de miracles, la Haye, 1732, in-12, souvent réimprimé ;
- Les Quakers français, ou les Nouveaux Trembleurs, Utrecht, 1752, in-12.

Prose
- Voyage merveilleux du prince Fan-Férédin dans la Romancie de 1735.Une analyse de cet ouvrage se trouve dans l’article Réflexions sur le roman au XVIIIe siècle.

Histoire
- Histoire du traité de Westphalie (1744 et 1751)
- Voyage merveilleux du prince Fanférédin dans la Romanie, Paris, 1735, in-12.Critique du livre de l’Usage des romans, par Lenglet du Fresnoy : elle a été réimprimée dans les Voyages imaginaires.
- Exposition de la doctrine chrétienne, par demandes et par réponses, divisée en trois catéchismes, l’historique, le dogmatique, et le pratique, Paris, 1741, in-4°, ou 1746, 4 vol. in-12.Ce catéchisme, dont on a prétendu que les supérieurs du P. Bougeant lui avaient donné ce à faire pour pénitence durant son exil, fut estimé, mais ne fit pas oublier le Catéchisme de Montpellier, auquel les jésuites voulaient l’opposer. Il a été traduit en allemand en 1780.
- Anacréon et Sapho, dialogues en vers grecs, Caen, 1712, in-8°.
- Observations curieuses sur toutes les parties de la physique, tirées des meilleurs écrivains, Paris, 1719, in-12.Le P. Grozelier, de l’Oratoire, a publié, en 1726 et 1730, les tomes 2 et 5 de cette compilation, qui était bonne pour le temps. Elle est principalement extraite des Philosophical Transactions. Cet ouvrage a reparu, avec un nouveau titre, Paris, Jombert, 1771 ; on y avait ajouté un 4e volume et on l’a traduite en allemand à Leipsick et à Copenhague, 1755-95, 5 vol. in-8°.